# Žihárec
Žihárec (em húngaro: Zsigárd) é um município da Eslováquia, situado no distrito de Šaľa, na região de Nitra. Tem 17,05 km² de área e sua população em 2018 foi estimada em 1.692 habitantes.

## Demografia
| Ano:        | 1994 | 2004   | 2014   | 2024    |
| ----------- | ---- | ------ | ------ | ------- |
| Broj ljudi: | 1621 | 1614   | 1634   | 1857    |
| Razlika:    |      | -0,43% | +1,23% | +13,64% |

| Ano:               | 2023 | 2024   |
| ------------------ | ---- | ------ |
| Número de pessoas: | 1842 | 1857   |
| Diferença:         |      | +0,81% |